# Wikariat Unter dem Manhartsberg
Wikariat Unter dem Manhartsberg − jeden z 3 wikariatów rzymskokatolickiej archidiecezji wiedeńskiej, w skład którego wchodzi 16 dekanatów.

## Skład wikariatu
| Lp. | Nazwa dekanatu       | Liczba parafii | Dziekan                         |
| --- | -------------------- | -------------- | ------------------------------- |
| 1.  | Ernstbrunn           | 17             | KR Msgr. Walter Pischtiak       |
| 2.  | Gänserndorf          | 17             | KR P. Dr. Kazimierz Wiesyk SAC  |
| 3.  | Großweikersdorf      | 18             | GR P. Dr. Edmund Tanzer OCist   |
| 4.  | Hadersdorf           | 16             | GR Mag. Franz Winter            |
| 5.  | Haugsdorf            | 9              | KR Kan. Msgr. Willibald Steiner |
| 6.  | Hollabrunn           | 21             | KR Mag. Franz Pfeifer           |
| 7.  | Korneuburg           | 10             | GR Franz Majca CanReg           |
| 8.  | Laa-Gaubitsch        | 19             | Mag. Christian Wiesinger        |
| 9.  | Marchfeld            | 21             | Mag. Robert Rys                 |
| 10. | Mistelbach-Pirawarth | 21             | Mag. Bernhard Messer            |
| 11. | Poysdorf             | 20             | Dr. Jacob Osondu Nwabor, MSc    |
| 12. | Retz                 | 14             | KR Präl. Franz Mantler          |
| 13. | Sitzendorf           | 16             | Edy Gustaaf Janssens            |
| 14. | Stockerau            | 14             | Dr. Markus Beranek              |
| 15. | Wolkersdorf          | 18             | GR Thomas Brunner               |
| 16. | Zistersdorf          | 20             | KR P. Mag. Karl Seethaler OT    |